# Saulius Skvernelis
Saulius Skvernelis (Kaunas, 23 juli 1970) is een Litouws politicus. Van 2016 tot 2020 was hij premier van Litouwen.

## Carrière
Skvernelis was politiecommissaris alvorens hij in 2014 benoemd werd tot minister van Binnenlandse Zaken in de regering van Algirdas Butkevičius. Hij bekleedde dit ambt tot april 2016.
In maart 2016 maakte hij bekend deel te nemen aan de parlementsverkiezingen later dat jaar. Als onafhankelijk politicus stond hij op de lijst van de Litouwse Unie van Boeren en Groenen, die op dat moment één zetel had in de Seimas. De partij wist met een winst van 53 zetels een ongekend succes te boeken en werd de grootste partij van het land. Op 13 december 2016 legde Skvernelis de eed af als premier van Litouwen. In eerste instantie regeerde hij samen met de Sociaaldemocraten, maar die stapten in september 2017 uit de coalitie. Daarna leidde Skvernelis een minderheidsregering. In juli 2019 traden Orde en Recht en de Electorale Actie van Polen in Litouwen, die al gedoogsteun gaven aan de regering-Skvernelis, tot het kabinet toe. Orde en Recht viel echter uit elkaar wegens onderlinge ruzies en werd al in oktober 2019 uit de coalitie gezet.
In 2019 stelde Skvernelis zich kandidaat bij de Litouwse presidentsverkiezingen van dat jaar. Hij werd hierbij al in de eerste ronde uitgeschakeld door zijn concurrenten Ingrida Šimonytė en Gitanas Nausėda. Wegens deze nederlaag kondigde hij aan zijn premierschap te willen neerleggen, maar uiteindelijk bleef hij nog aan tot na de parlementsverkiezingen van oktober 2020. Ingrida Šimonytė werd zijn opvolger.